# Bahir Dar
Bahir Dar er en by i det nordvestlige Etiopien, med et indbyggertal (pr. 2005) på cirka 167.000. Byen er hovedstad i regionen Amhara, og ligger ved breden af Tanasøen.